# Белфаст (Мейн)
Белфаст (на английски: Belfast) е град в САЩ, щата Мейн. Административен център е на окръг Уалдо. Населението на града е 6752 души (по приблизителна оценка от 2017 г.). Белфаст е разположен край устието на река Пасагасауейкъг, вливаща се в залива Пенобскот. Районът около пристанището на града е с богата антична архитектура, която привлича много туристи.